# Twardoskórzak łuskowaty

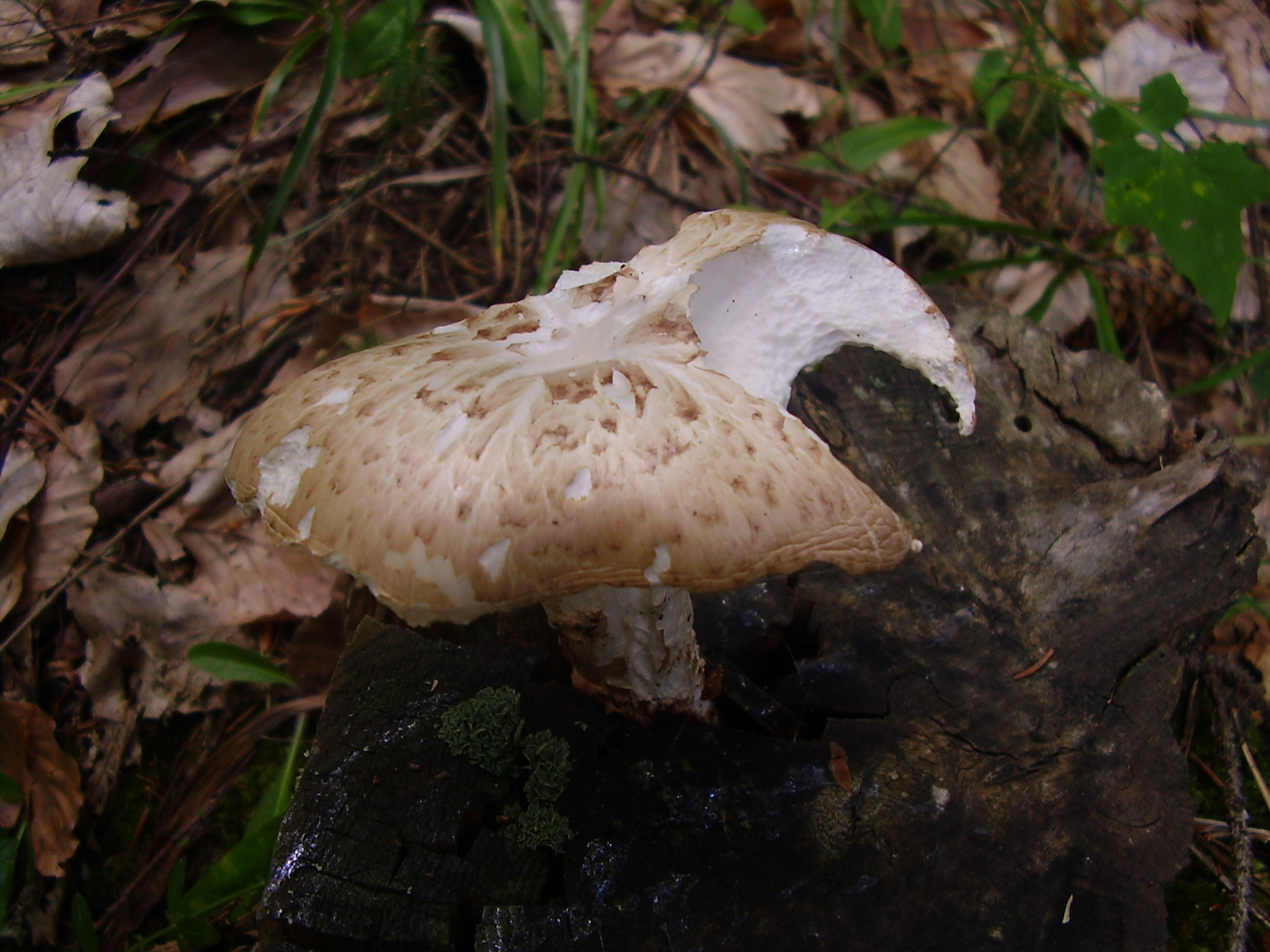

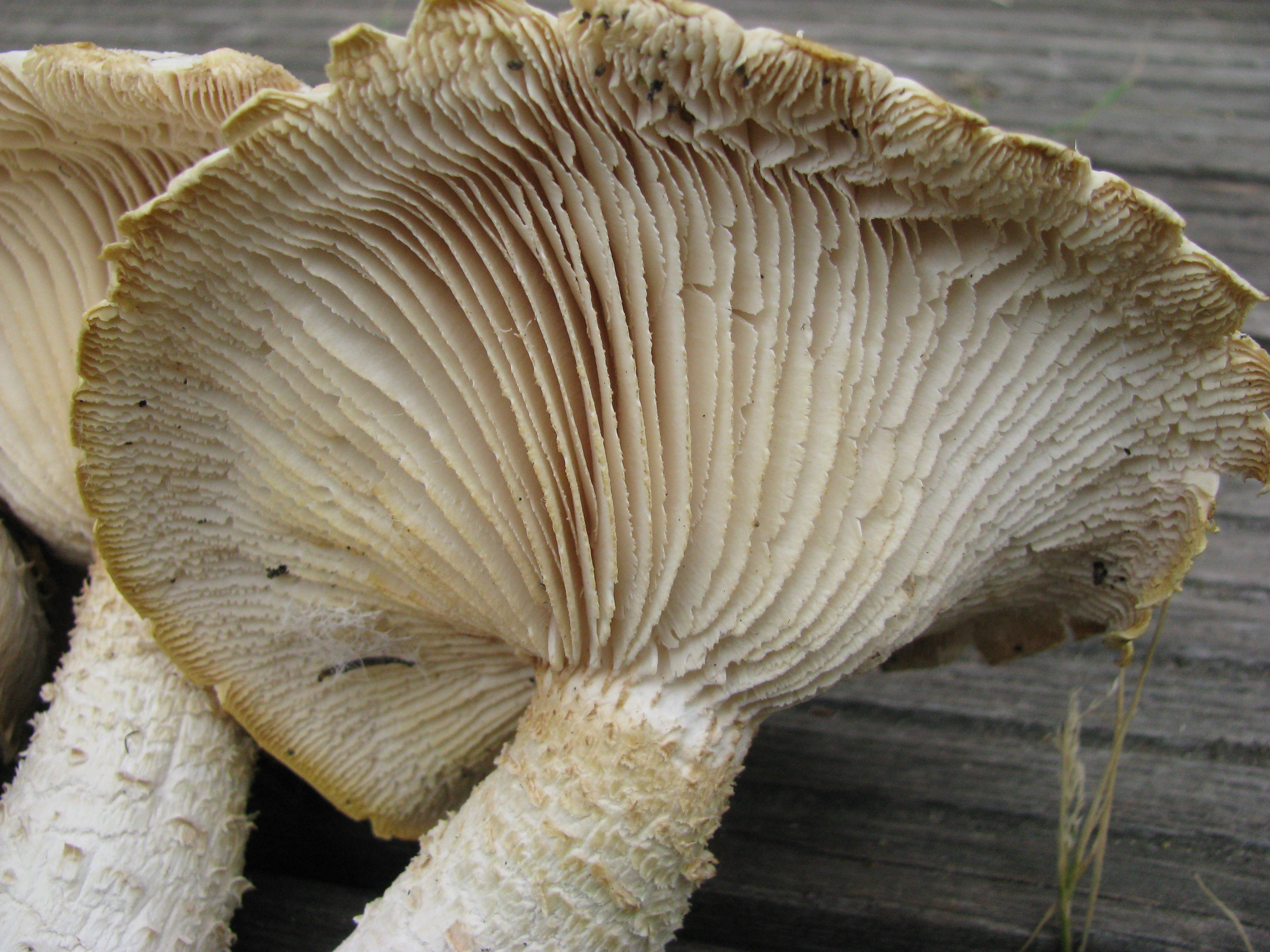

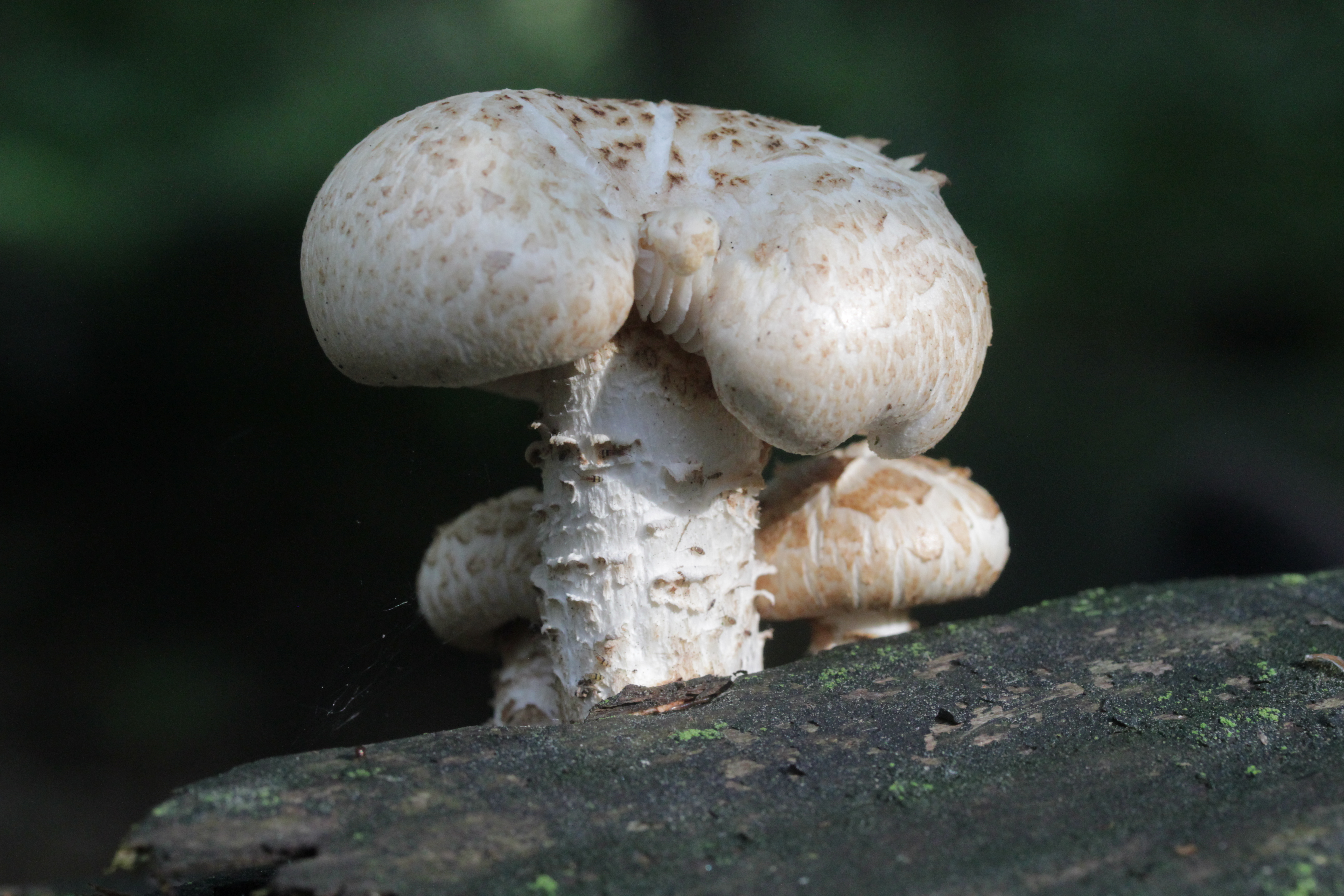

Twardoskórzak łuskowaty, twardziak łuskowaty (Neolentinus lepideus (Fr.) Redhead & Ginns) – gatunek grzybów z rodziny niszczycowatych (Gloeophyllales).

## Systematyka i nazewnictwo
Pozycja w klasyfikacji według Index Fungorum: Neolentinus, Gloeophyllaceae, Gloeophyllales, Incertae sedis, Agaricomycetes, Agaricomycotina, Basidiomycota, Fungi.
Po raz pierwszy takson ten zdiagnozował w 1815 r. Elias Fries nadając mu nazwę Agaricus lepidus. Obecną, uznaną przez Index Fungorum nazwę nadali mu w 1985 r. Scott Alan Redhead i James Herbert Ginns, przenosząc go do rodzaju Neolentinus.
Synonimów naukowych ma ponad 20. Niektóre z nich:
- Agaricus lepideus Fr. 1815
- Lentinus lepideus (Fr.) Fr. 1838
- Panus lepideus (Fr.) Corner 1981

W Stanisław Chełchowski w 1898 r. nadał mu polską nazwę twardziak łuskowaty, wówczas bowiem gatunek ten klasyfikowany był do rodzaju Lentinus (twardziak). W polskim piśmiennictwie mykologicznym opisywany był również jako bedłka łuszczkowata, skórzak łuszczkowaty, łyczak łuszczkowaty, łuszczak łuskowaty, łyczak łuskowaty. Po przeniesieniu go w 1985 r. do rodzaju Neolentinus nazwy te stały się niespójne z nazwą naukową. W 2021 r. Komisja ds. Polskiego Nazewnictwa Grzybów zarekomendowała nazwę twardoskórzak łuskowaty.

## Morfologia
Kapelusz
Średnica 5–11 cm, za młodu stożkowaty, później płaski z tępym garbem lub płytko zagłębiony na środku. Powierzchnia matowa, sucha, o barwie od kremowej do jasnobrązowej, pokryta przylegającymi, ciemniejszymi (brązowymi) łuskami. Łuski te są większe na środku, drobniejsze przy brzegach kapelusza
Blaszki
Szerokie i szeroko przyrośnięte, na trzonie zbiegają aż do strefy pierścieniowej. Mają pofalowane i ząbkowane ostrza.
Trzon
Wysokość 3–7 cm, grubość do 2 cm, kształt walcowaty lub stożkowaty, jest pełny i sprężysty. Powierzchnia biaława, powyżej strefy pierścieniowej występuje u młodych okazów pilśniowata osłonka, poniżej trzon pokryty jest łuskami, sama zaś podstawa ma barwę od brązowej do czarnobrązowej.
Miąższ
U młodych okazów miękki, u starszych sprężysty, twardy i zdrewniały. Barwa biaława, zapach słodkawo-anyżowy, smak niewyraźny.
Wysyp zarodników
Biały. Zarodniki elipsoidalne, gładkie, o rozmiarach 10–15 × 4–5 μm

## Występowanie
Występuje na całej półkuli północnej.
Grzyb nadrzewny. Pojawia się w lasach iglastych i mieszanych, ale także w miastach, na podkładach kolejowych i w kopalniach węgla kamiennego. Rozwija się na korzeniach, belkach, słupach, głównie na drewnie sosny i modrzewia. Nierzadki jest również na plantacjach drzew iglastych. Owocniki wytwarza od czerwca do listopada.

## Znaczenie
Saprotrof. Wyrządza duże szkody niszcząc drewno budulcowe i podkłady kolejowe (nawet impregnowane). Grzyb niejadalny.